# Cuba op de Olympische Zomerspelen 2024
Cuba nam deel aan de Olympische Zomerspelen 2024 in Parijs, Frankrijk.

## Medailleoverzicht
| Medaille | Naam               | Sport     | Onderdeel                       | Datum            |
| -------- | ------------------ | --------- | ------------------------------- | ---------------- |
| Goud     | Mijaín López       | Worstelen | -130kg Grieks-Romeins (m)       | 6 augustus 2024  |
| Goud     | Erislandy Álvarez  | Boksen    | Lichtgewicht -63,5 kg (m)       | 7 augustus 2024  |
|          |                    |           |                                 |                  |
| Zilver   | Yusneylys Guzmán   | Worstelen | Vlieg -50 kg (v)                | 7 augustus 2024  |
|          |                    |           |                                 |                  |
| Brons    | Arlen López        | Boksen    | middengewicht (m)               | 4 augustus 2024  |
| Brons    | Gabriel Rosillo    | Worstelen | Grieks-Romeins Zwaar -97 kg (m) | 7 augustus 2024  |
| Brons    | Luis Orta          | Worstelen | Grieks-Romeins Licht -67 kg (m) | 8 augustus 2024  |
| Brons    | Yarisleidis Cirilo | Kanovaren | C1 200 m (v)                    | 10 augustus 2024 |
| Brons    | Rafael Alba        | Taekwondo | Zwaargewicht +80 kg (m)         | 10 augustus 2024 |
| Brons    | Milaimys Marín     | Worstelen | Zwaar -76 kg (v)                | 11 augustus 2024 |

## Aantal deelnemers
Hieronder volgt een overzicht van de atleten die zich kwalificeerden voor de Olympische Zomerspelen van 2024.
| Sport            | Mannen | Vrouwen | Totaal |
| ---------------- | ------ | ------- | ------ |
| Atletiek         | 7      | 11      | 18     |
| Boksen           | 5      | 0       | 5      |
| Boogschieten     | 1      | 0       | 1      |
| Gewichtheffen    | 0      | 1       | 1      |
| Judo             | 2      | 2       | 4      |
| Kanovaren        | 1      | 2       | 3      |
| Moderne vijfkamp | 1      | 0       | 1      |
| Roeien           | 1      | 1       | 2      |
| Schietsport      | 2      | 2       | 4      |
| Schoonspringen   | 0      | 2       | 2      |
| Taekwondo        | 1      | 1       | 2      |
| Tafeltennis      | 2      | 1       | 3      |
| Volleybal        | 2      | 0       | 2      |
| Wielersport      | 0      | 1       | 1      |
| Worstelen        | 8      | 2       | 10     |
| Zwemmen          | 1      | 1       | 2      |
| totaal           | 34     | 27      | 61     |

## Deelnemers en resultaten

### Atletiek

#### Loopnummers
Mannen
| atleet            | onderdeel | voorronde | voorronde | series | series | herkansingen | herkansingen | halve finale | halve finale | finale         | finale         |
| atleet            | onderdeel | tijd      | rang      | tijd   | rang   | tijd         | rang         | tijd         | rang         | tijd           | Rang           |
| ----------------- | --------- | --------- | --------- | ------ | ------ | ------------ | ------------ | ------------ | ------------ | -------------- | -------------- |
| Reynaldo Espinosa | 100 m     | bye       | bye       | 10,11  | 3 Q    | n.v.t.       | n.v.t.       | 10,21        | 9            | niet geplaatst | niet geplaatst |

Vrouwen
| atlete                                                                                         | onderdeel | voorronde | voorronde | series         | series         | herkansingen | herkansingen | halve finale   | halve finale   | finale         | finale         |
| atlete                                                                                         | onderdeel | tijd      | rang      | tijd           | rang           | tijd         | rang         | tijd           | rang           | tijd           | rang           |
| ---------------------------------------------------------------------------------------------- | --------- | --------- | --------- | -------------- | -------------- | ------------ | ------------ | -------------- | -------------- | -------------- | -------------- |
| Yunisleidy García                                                                              | 100 m     | 11,37     | 5         | niet geplaatst | niet geplaatst | n.v.t.       | n.v.t.       | niet geplaatst | niet geplaatst | niet geplaatst | niet geplaatst |
| Roxana Gómez                                                                                   | 400 m     | n.v.t.    | n.v.t.    | 50,38 SB       | 2 Q            | bye          | bye          | 50,48          | 5              | niet geplaatst | niet geplaatst |
| Rose Mary Almanza                                                                              | 800 m     | n.v.t.    | n.v.t.    | 2.00,36        | 6              | 2.01,54      | 1 Q          | 1:58,73        | 5              | niet geplaatst | niet geplaatst |
| Daily Cooper Gaspar                                                                            | 800 m     | n.v.t.    | n.v.t.    | 1.58,88        | 1 Q            | bye          | bye          | 1.58,39        | 3              | niet geplaatst | niet geplaatst |
| Rose Mary Almanza Daily Cooper Gaspar Sahily Diago Roxana Gómez Melissa Padrón Lisneidy Veitía | 4x400 m   | n.v.t.    | n.v.t.    | 3.33,99        | 8              | n.v.t.       | n.v.t.       | n.v.t.         | n.v.t.         | niet geplaatst | niet geplaatst |

#### Technische nummers
Mannen
| atleet           | onderdeel        | kwalificaties | kwalificaties | finale         | finale         |
| atleet           | onderdeel        | afstand       | rang          | afstand        | rang           |
| ---------------- | ---------------- | ------------- | ------------- | -------------- | -------------- |
| Luis Zayas       | hoogspringen     | 2,24          | 14            | niet geplaatst | niet geplaatst |
| Andy Hechavarría | hinkstapspringen | 16,70         | 17            | niet geplaatst | niet geplaatst |
| Lázaro Martínez  | hinkstapspringen | 16,79         | 11 q          | 17,34 SB       | 8              |
| Cristian Nápoles | hinkstapspringen | 16,67         | 18            | niet geplaatst | niet geplaatst |
| Alejandro Parada | verspringen      | 7,62          | 25            | niet geplaatst | niet geplaatst |
| Mario Díaz       | discuswerpen     | 60,92         | 26            | niet geplaatst | niet geplaatst |

Vrouwen
| atlete                   | onderdeel        | kwalificaties | kwalificaties | finale         | finale         |
| atlete                   | onderdeel        | afstand       | rang          | afstand        | rang           |
| ------------------------ | ---------------- | ------------- | ------------- | -------------- | -------------- |
| Leyanis Pérez            | hinkstapspringen | 14,68         | 1 Q           | 14,62          | 5              |
| Liadagmis Povea          | hinkstapspringen | 14,39         | 4 Q           | 14,64          | 4              |
| Melany del Pilar Matheus | discuswerpen     | 61,07         | 19            | niet geplaatst | niet geplaatst |
| Silinda Moráles          | discuswerpen     | 59,46         | 25            | niet geplaatst | niet geplaatst |

### Boksen
Mannen
| atleet              | onderdeel     | eerste ronde         | tweede ronde         | kwartfinale          | halve finale         | finale               | rang  |
| atleet              | onderdeel     | tegenstander uitslag | tegenstander uitslag | tegenstander uitslag | tegenstander uitslag | tegenstander uitslag | rang  |
| ------------------- | ------------- | -------------------- | -------------------- | -------------------- | -------------------- | -------------------- | ----- |
| Alejandro Claro     | vlieggewicht  | bye                  | Trindade W 5 - 0     | Bennama W 7 - 3      | niet geplaatst       | niet geplaatst       | 5     |
| Saidel Horta        | vedergewicht  | bye                  | Uulu V 2 - 3         | niet geplaatst       | niet geplaatst       | niet geplaatst       | 16    |
| Erislandy Álvarez   | lichtgewicht  | Ume W RSC            | Bekka W 5 - 0        | Sinsiri W 5 - 0      | Guruli W 5 - 0       | Oumiha W 3 - 2       | Goud  |
| Arlen López         | middelgewicht | bye                  | Aykutsun W 5 - 0     | Khabibullaev W 3 - 2 | Khyzhniak V 2 - 3    | niet geplaatst       | Brons |
| Julio César La Cruz | zwaargewicht  | n.v.t.               | Alfonso V 2 - 3      | niet geplaatst       | niet geplaatst       | niet geplaatst       | 16    |

### Boogschieten
Mannen
| atleet      | onderdeel   | plaatsingsronde | plaatsingsronde | eerste ronde         | tweede ronde         | derde ronde          | kwartfinale          | halve finale         | finale / BM          | finale / BM |
| atleet      | onderdeel   | score           | rang            | tegenstander uitslag | tegenstander uitslag | tegenstander uitslag | tegenstander uitslag | tegenstander uitslag | tegenstander uitslag | rang        |
| ----------- | ----------- | --------------- | --------------- | -------------------- | -------------------- | -------------------- | -------------------- | -------------------- | -------------------- | ----------- |
| Hugo Franco | individueel | 669             | 21              | Bruno Martínez W 7-3 | Wang Yan V 2-6       | niet geplaatst       | niet geplaatst       | niet geplaatst       | niet geplaatst       | 17          |

### Gewichtheffen
Vrouwen
| atlete        | onderdeel | trekken | trekken | stoten | stoten | totaal | rang |
| atlete        | onderdeel | score   | rang    | score  | rang   | totaal | rang |
| ------------- | --------- | ------- | ------- | ------ | ------ | ------ | ---- |
| Ayamey Medina | -81 kg    | 100     | 11      | 120    | DNF    | DNF    | DNF  |

### Judo
Mannen
| atleet             | onderdeel | eerste ronde         | tweede ronde         | derde ronde          | kwartfinale          | halve finale         | herkansing           | finale / BM          | finale / BM    |
| atleet             | onderdeel | tegenstander uitslag | tegenstander uitslag | tegenstander uitslag | tegenstander uitslag | tegenstander uitslag | tegenstander uitslag | tegenstander uitslag | rang           |
| ------------------ | --------- | -------------------- | -------------------- | -------------------- | -------------------- | -------------------- | -------------------- | -------------------- | -------------- |
| Ivan Silva Morales | −90 kg    | n.v.t.               | Sherov V 00 - 10     | niet geplaatst       | niet geplaatst       | niet geplaatst       | niet geplaatst       | niet geplaatst       | niet geplaatst |
| Andy Granda        | +100 kg   | n.v.t.               | bye                  | Gadeau W 10 - 00     | Saito V 0 - 1        | niet geplaatst       | Kokauri W 10 - 0     | Rakhimov V 0 - 1     | 5              |

Vrouwen
| atlete                   | onderdeel | eerste ronde         | tweede ronde         | derde ronde          | kwartfinale          | halve finale         | herkansing           | finale / BM          | finale / BM    |
| atlete                   | onderdeel | tegenstander uitslag | tegenstander uitslag | tegenstander uitslag | tegenstander uitslag | tegenstander uitslag | tegenstander uitslag | tegenstander uitslag | rang           |
| ------------------------ | --------- | -------------------- | -------------------- | -------------------- | -------------------- | -------------------- | -------------------- | -------------------- | -------------- |
| Maylin Del Toro Carvajal | −63 kg    | n.v.t.               | Takaichi V 00 - 01   | niet geplaatst       | niet geplaatst       | niet geplaatst       | niet geplaatst       | niet geplaatst       | niet geplaatst |
| Idalys Ortiz             | +78 kg    | bye                  | Maan W 10 - 0        | Žabić V 0 - 10       | niet geplaatst       | niet geplaatst       | niet geplaatst       | niet geplaatst       | niet geplaatst |

### Kanovaren

#### Sprint

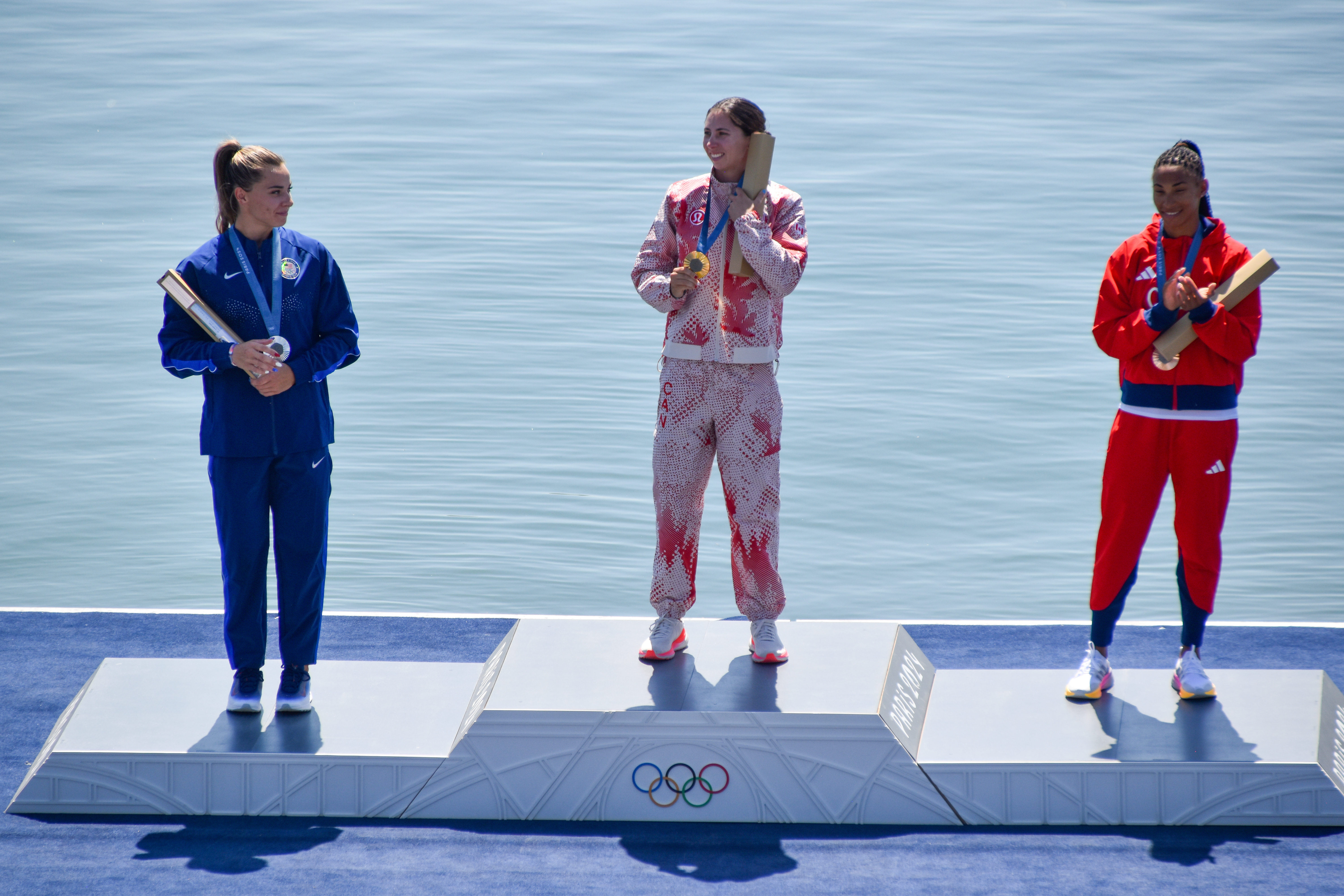
Het podium van de C-1 200 meter vrouwen waar Yarisleidis Cirilo rechts op het podium staat na het ontvangst van de bronzen medaille.

Mannen
| atleet            | onderdeel  | series  | series | kwartfinale | kwartfinale | halve finale | halve finale | finale  | finale |
| atleet            | onderdeel  | tijd    | rang   | tijd        | rang        | tijd         | rang         | tijd    | rang   |
| ----------------- | ---------- | ------- | ------ | ----------- | ----------- | ------------ | ------------ | ------- | ------ |
| José Ramón Pelier | C-1 1000 m | 3.52,17 | 3 Q    | 3.49,41     | 2 Q         | 3.46,37      | 6 FB         | 3.48,58 | 10     |

Vrouwen
| atlete                           | onderdeel | series  | series | kwartfinale | kwartfinale | halve finale   | halve finale   | finale         | finale         |
| atlete                           | onderdeel | tijd    | rang   | tijd        | rang        | tijd           | rang           | tijd           | rang           |
| -------------------------------- | --------- | ------- | ------ | ----------- | ----------- | -------------- | -------------- | -------------- | -------------- |
| Yinnoly López                    | C-1 200 m | 49,27   | 4 Q    | 48,76       | 5           | niet geplaatst | niet geplaatst | niet geplaatst | niet geplaatst |
| Yarisleidis Cirilo               | C-1 200 m | 45,94   | 1 Q    | bye         | bye         | 45,31          | 1 FA           | 44,36          | Brons          |
| Yinnoly López Yarisleidis Cirilo | C-2 500 m | 2.03,54 | 7 Q    | 1.56,38     | 3           | 1.57,03        | 3 FA           | 2.01,77        | 8              |

### Moderne vijfkamp
| atleet              | onderdeel | ronde        | schermen (degen) | schermen (degen) | schermen (degen) | schermen (degen) | zwemmen (200 m vrije slag) | zwemmen (200 m vrije slag) | zwemmen (200 m vrije slag) | paardrijden (springen) | paardrijden (springen) | paardrijden (springen) | paardrijden (springen) | combinatie: schieten/lopen (10 m luchtpistool)/(3200 m) | combinatie: schieten/lopen (10 m luchtpistool)/(3200 m) | combinatie: schieten/lopen (10 m luchtpistool)/(3200 m) | totaal punten  | rang           |
| atleet              | onderdeel | ronde        | RR               | BR               | rang             | punten           | tijd                       | rang                       | punten                     | tijd                   | strafpunten            | rang                   | punten                 | tijd                                                    | rang                                                    | punten                                                  | totaal punten  | rang           |
| ------------------- | --------- | ------------ | ---------------- | ---------------- | ---------------- | ---------------- | -------------------------- | -------------------------- | -------------------------- | ---------------------- | ---------------------- | ---------------------- | ---------------------- | ------------------------------------------------------- | ------------------------------------------------------- | ------------------------------------------------------- | -------------- | -------------- |
| Marcó Rojas Jiménez | mannen    | halve finale | 10-25            | 0                | 30               | 175              | 2:01,96                    | 7                          | 307                        | 67,56                  | 21                     | 17                     | 279                    | 10:41,65                                                | 16                                                      | 659                                                     | 1420           | 15             |
| Marcó Rojas Jiménez | mannen    | finale       | niet geplaatst   | niet geplaatst   | niet geplaatst   | niet geplaatst   | niet geplaatst             | niet geplaatst             | niet geplaatst             | niet geplaatst         | niet geplaatst         | niet geplaatst         | niet geplaatst         | niet geplaatst                                          | niet geplaatst                                          | niet geplaatst                                          | niet geplaatst | niet geplaatst |

### Roeien
Mannen
| atleet               | onderdeel | series  | series | herkansingen | herkansingen | kwartfinale | kwartfinale | halve finale | halve finale | finale  | finale |
| atleet               | onderdeel | tijd    | rang   | tijd         | rang         | tijd        | rang        | tijd         | rang         | tijd    | rang   |
| -------------------- | --------- | ------- | ------ | ------------ | ------------ | ----------- | ----------- | ------------ | ------------ | ------- | ------ |
| Reidy Cardona Blanco | skiff     | 7:06,45 | 3 QF   | n.v.t        | n.v.t        | 7:10,40     | 6 SC/D      | 7:15,63      | 6 FD         | 7:03,23 | 24     |

Vrouwen
| atleet          | onderdeel | series  | series | herkansingen | herkansingen | kwartfinale | kwartfinale | halve finale | halve finale | finale  | finale |
| atleet          | onderdeel | tijd    | rang   | tijd         | rang         | tijd        | rang        | tijd         | rang         | tijd    | rang   |
| --------------- | --------- | ------- | ------ | ------------ | ------------ | ----------- | ----------- | ------------ | ------------ | ------- | ------ |
| Yariulvis Cobas | skiff     | 8:11,13 | 5 R    | 8:10,64      | 3 SE/F       | n.v.t.      | n.v.t.      | 8:36,16      | 1 FE         | 7:57,99 | 27     |

Legenda: FA=finale A (medailles); FB=finale B (geen medailles); FC=finale C (geen medailles); FD=finale D (geen medailles); FE=finale E (geen medailles); FF=finale F (geen medailles); HA/B=halve finale A/B; HC/D=halve finale C/D; HE/F=halve finale E/F; KF=kwartfinale; H=herkansing

### Schietsport
Mannen
| atleet        | onderdeel            | kwalificaties | kwalificaties | finale         | finale         |
| atleet        | onderdeel            | punten        | rang          | punten         | rang           |
| ------------- | -------------------- | ------------- | ------------- | -------------- | -------------- |
| Jorge Álvarez | 25 m snelvuurpistool | 581           | 16            | niet geplaatst | niet geplaatst |
| Leuris Pupo   | 25 m snelvuurpistool | 578           | 21            | niet geplaatst | niet geplaatst |

Vrouwen
| atleet           | onderdeel       | kwalificaties | kwalificaties | finale         | finale         |
| atleet           | onderdeel       | punten        | rang          | punten         | rang           |
| ---------------- | --------------- | ------------- | ------------- | -------------- | -------------- |
| Lisbet Hernández | 10 m pistool    | 624,7         | 36            | niet geplaatst | niet geplaatst |
| Laina Pérez      | 25 m pistool    | 577           | 24            | niet geplaatst | niet geplaatst |
| Laina Pérez      | 10m luchtgeweer | 560           | 39            | niet geplaatst | niet geplaatst |

### Schoonspringen
Vrouwen
| atlete         | onderdeel  | series | series | halve finale   | halve finale   | finale         | finale         |
| atlete         | onderdeel  | punten | rang   | punten         | rang           | punten         | rang           |
| -------------- | ---------- | ------ | ------ | -------------- | -------------- | -------------- | -------------- |
| Prisis Ruiz    | 3 m plank  | 239,85 | 25     | niet geplaatst | niet geplaatst | niet geplaatst | niet geplaatst |
| Anisley García | 3 m plank  | 272,40 | 18 Q   | 264,90         | 15             | niet geplaatst | niet geplaatst |
| Anisley García | 10 m toren | 283,00 | 14 Q   | 270,65         | 16             | niet geplaatst | niet geplaatst |

### Taekwondo
Cuba kwalificeerde twee atleten om deel te nemen aan de Olympische Spelen van 2024. Rafael Alba (mannen +80 kg) en Arlettys Acosta (vrouwen +67 kg) verzekerden zich van een plek via het Pan-Amerikaanse kwalificatietoernooi van 2024 in Santo Domingo, Dominicaanse Republiek. Rafael Alba won net als drie jaar geleden in Tokio weer een bronzen medaille.
Mannen
| atleet      | onderdeel | kwalificatie         | eerste ronde         | kwartfinale          | halve finale         | herkansing           | finale / BM          | finale / BM |
| atleet      | onderdeel | tegenstander uitslag | tegenstander uitslag | tegenstander uitslag | tegenstander uitslag | tegenstander uitslag | tegenstander uitslag | rang        |
| ----------- | --------- | -------------------- | -------------------- | -------------------- | -------------------- | -------------------- | -------------------- | ----------- |
| Rafael Alba | +80 kg    | bye                  | Ateşli W 2 - 0       | Cunningham V 2 - 1   | niet geplaatst       | Issoufou W 2 - 1     | Šapina W 2 - 0       | Brons       |

Vrouwen
| atleet          | onderdeel | kwalificatie         | eerste ronde         | kwartfinale          | halve finale         | herkansing           | finale / BM          | finale / BM    |
| atleet          | onderdeel | tegenstander uitslag | tegenstander uitslag | tegenstander uitslag | tegenstander uitslag | tegenstander uitslag | tegenstander uitslag | rang           |
| --------------- | --------- | -------------------- | -------------------- | -------------------- | -------------------- | -------------------- | -------------------- | -------------- |
| Arlettys Acosta | +67 kg    | bye                  | Brandl V 2 - 0       | niet geplaatst       | niet geplaatst       | niet geplaatst       | niet geplaatst       | niet geplaatst |

### Tafeltennis
Mannen
| atleet       | onderdeel | voorronde            | eerste ronde         | tweede ronde         | derde ronde          | vierde ronde         | kwartfinale          | halve finale         | finale / BM          | finale / BM    |
| atleet       | onderdeel | tegenstander uitslag | tegenstander uitslag | tegenstander uitslag | tegenstander uitslag | tegenstander uitslag | tegenstander uitslag | tegenstander uitslag | tegenstander uitslag | rang           |
| ------------ | --------- | -------------------- | -------------------- | -------------------- | -------------------- | -------------------- | -------------------- | -------------------- | -------------------- | -------------- |
| Andy Pereira | enkelspel | bye                  | bye                  | Calderano V 0 - 4    | niet geplaatst       | niet geplaatst       | niet geplaatst       | niet geplaatst       | niet geplaatst       | niet geplaatst |

Gemengd
| atleet                       | onderdeel  | eerste ronde                | kwartfinale          | halve finale         | finale / BM          | finale / BM    |
| atleet                       | onderdeel  | tegenstander uitslag        | tegenstander uitslag | tegenstander uitslag | tegenstander uitslag | rang           |
| ---------------------------- | ---------- | --------------------------- | -------------------- | -------------------- | -------------------- | -------------- |
| Daniela Fonseca Jorge Campos | dubbelspel | Karlsson - Källberg V 1 - 4 | niet geplaatst       | niet geplaatst       | niet geplaatst       | niet geplaatst |

### Volleybal

#### Beachvolleybal

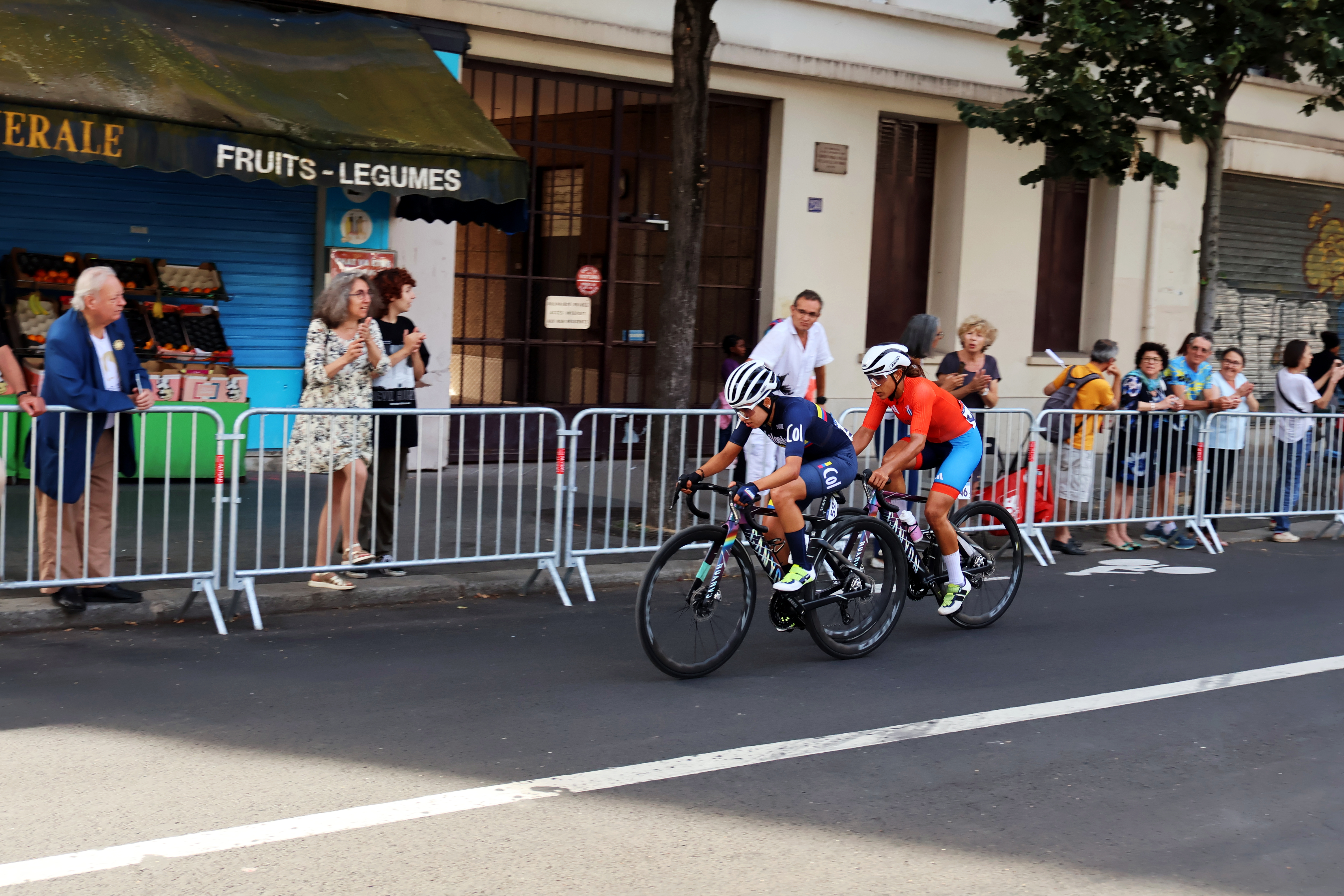
Arlenis Sierra met de Colombiaanse Paula Patiño tijdens de Olympische wegwedstrijd.

| atleten                 | onderdeel | eerste ronde           | eerste ronde         | eerste ronde             | eerste ronde | achtste finale        | kwartfinale          | halve finale         | finale / BM          | finale / BM |
| atleten                 | onderdeel | tegenstander uitslag   | tegenstander uitslag | tegenstander uitslag     | stand        | tegenstander uitslag  | tegenstander uitslag | tegenstander uitslag | tegenstander uitslag | rang        |
| ----------------------- | --------- | ---------------------- | -------------------- | ------------------------ | ------------ | --------------------- | -------------------- | -------------------- | -------------------- | ----------- |
| Jorge Alayo Noslen Díaz | mannen    | Partain - Benesh W 2-0 | George - André W 2-0 | Abicha - El Graoui W 2-0 | 1 Q          | Åhman - Hellvig V 1-2 | niet geplaatst       | niet geplaatst       | niet geplaatst       | 9           |

### Wielersport

#### Wegwielrennen
Vrouwen
| atleet         | onderdeel    | tijd    | rang |
| -------------- | ------------ | ------- | ---- |
| Arlenis Sierra | wegwedstrijd | 4.07.16 | 48   |

### Worstelen

#### Grieks-Romeinse stijl

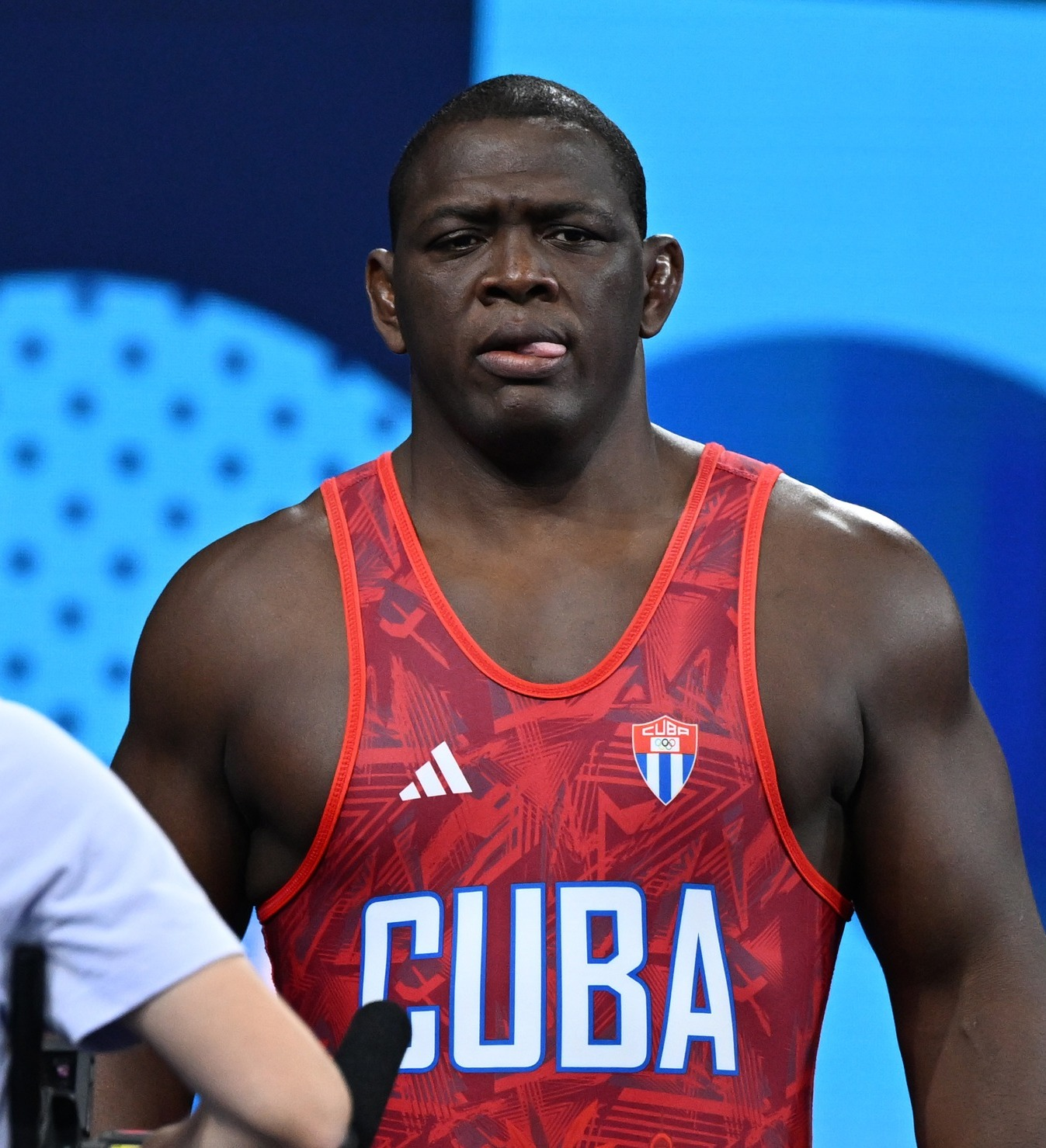
Mijaín López weet voor de vijfde achtereenvolgende keer Olympisch kampioen te worden in hetzelfde onderdeel: zwaargewicht -130 kg.

Mannen
| atleet          | onderdeel | eerste ronde         | kwartfinale          | halve finale         | herkansing           | finale / BM          | finale / BM |
| atleet          | onderdeel | tegenstander uitslag | tegenstander uitslag | tegenstander uitslag | tegenstander uitslag | tegenstander uitslag | rang        |
| --------------- | --------- | -------------------- | -------------------- | -------------------- | -------------------- | -------------------- | ----------- |
| Kevin de Armas  | −60 kg    | Fumita V 1 - 4SP     | niet geplaatst       | niet geplaatst       | Mohsennejad V 1 - 10 | niet geplaatst       | 11          |
| Luis Orta       | −67 kg    | Sogabe W 8 - 0PO     | Esmaeili V 0 - 9     | niet geplaatst       | Ghaiou W 9 - 0       | Galstyan W 7 - 0     | Brons       |
| Yosvanys Peña   | −77 kg    | Kavianinejad V 1 - 1 | niet geplaatst       | niet geplaatst       | niet geplaatst       | niet geplaatst       | 9           |
| Gabriel Rosillo | −97 kg    | Lazogianis W 7 - 5   | Savolainen W 5 - 2   | Aleksanyan V 3 - 5   | bye                  | Assakalov W 2 - 0R   | Brons       |
| Mijaín López    | −130 kg   | Lee S-c W 3 - 0PO    | Mirzazadeh W 3 - 1PP | Shariati W 3 - 1PP   | bye                  | Acosta W 6 - 0       | 1 [ 1 ]     |

#### Vrije stijl
Mannen
| atleet           | onderdeel | eerste ronde         | kwartfinale          | halve finale         | herkansing           | finale / BM          | finale / BM    |
| atleet           | onderdeel | tegenstander uitslag | tegenstander uitslag | tegenstander uitslag | tegenstander uitslag | tegenstander uitslag | rang           |
| ---------------- | --------- | -------------------- | -------------------- | -------------------- | -------------------- | -------------------- | -------------- |
| Alejandro Valdés | −65 kg    | Tulga V 0 - 5        | niet geplaatst       | niet geplaatst       | niet geplaatst       | niet geplaatst       | 11             |
| Geandry Garzón   | −74 kg    | Takatani V 0 - 5     | bye                  | bye                  | Tsabolov V VFO       | niet geplaatst       | niet geplaatst |
| Arturo Silot     | −97 kg    | Thiele W 5 - 0       | Snyder V 0 - 5       | niet geplaatst       | niet geplaatst       | niet geplaatst       | 9              |

Vrouwen
| atlete           | onderdeel | eerste ronde         | kwartfinale          | halve finale         | herkansing           | finale / BM           | finale / BM |
| atlete           | onderdeel | tegenstander uitslag | tegenstander uitslag | tegenstander uitslag | tegenstander uitslag | tegenstander uitslag  | rang        |
| ---------------- | --------- | -------------------- | -------------------- | -------------------- | -------------------- | --------------------- | ----------- |
| Yusneylys Guzmán | −50 kg    | Yavuz W 7 - 6PP      | Dilyté W 10 - 0ST    | Phogat W 0 - 5 DSQ   | bye                  | Hildebrandt V 0 - 3PO | Zilver      |
| Milaimys Marín   | −76 kg    | Yaneva W 7 - 1PP     | Blades V 3 - 4PP     | niet geplaatst       | Axente W 5 - 0VB     | Kyzy W 6 - 0PO        | Brons       |

### Zwemmen
Mannen
| atleet            | onderdeel         | series   | series | halve finale | halve finale | finale         | finale         |
| atleet            | onderdeel         | tijd     | rang   | tijd         | rang         | tijd           | rang           |
| ----------------- | ----------------- | -------- | ------ | ------------ | ------------ | -------------- | -------------- |
| Rodolfo Falcón Jr | 1500 m vrije slag | 16.00,31 | 24     | n.v.t.       | n.v.t.       | niet geplaatst | niet geplaatst |

Vrouwen
| atlete        | onderdeel        | series  | series | halve finale   | halve finale   | finale         | finale         |
| atlete        | onderdeel        | tijd    | rang   | tijd           | rang           | tijd           | rang           |
| ------------- | ---------------- | ------- | ------ | -------------- | -------------- | -------------- | -------------- |
| Andrea Becali | 200 m vrije slag | 2:03,38 | 21     | niet geplaatst | niet geplaatst | niet geplaatst | niet geplaatst |